# Винцер (Доња Баварска)
Винцер (њем. Winzer) град је у њемачкој савезној држави Баварска. Једно је од 26 општинских средишта округа Дегендорф. Према процјени из 2010. у граду је живјело 3.822 становника. Посједује регионалну шифру (AGS) 9271153.

## Географски и демографски подаци
Винцер се налази у савезној држави Баварска у округу Дегендорф. Град се налази на надморској висини од 311 метара. Површина општине износи 27,6 km². У самом граду је, према процјени из 2010. године, живјело 3.822 становника. Просјечна густина становништва износи 139 становника/km².